# Pantomallus titinga
Pantomallus titinga är en skalbaggsart som beskrevs av Maria Helena M. Galileo och Martins 2004. Pantomallus titinga ingår i släktet Pantomallus och familjen långhorningar. Inga underarter finns listade i Catalogue of Life.